# 基礎物理学選書
『基礎物理学選書』（きそぶつりがくせんしょ）とは、裳華房が1968年から2008年にかけて刊行した物理学の選書である。

## 概要
大学初年級の読者を対象としている本としては、40年もの間に改訂されながら続いた息の長いシリーズ。
編集委員長は金原寿郎、他の編集委員は原島鮮、熊谷寛夫、野上茂吉郎、押田勇雄、小出昭一郎である。

## 書誌情報
- 原島鮮 『質点の力学』1、裳華房〈基礎物理学選書〉、改訂版1984年、ISBN 978-4-7853-2127-7
- 小出昭一郎 『量子論』2、裳華房〈基礎物理学選書〉、改訂版1990年、ISBN 978-4-7853-2131-4
- 原島鮮 『質点系・剛体の力学』3、裳華房〈基礎物理学選書〉、改訂版1985年、ISBN 978-4-7853-2128-4
- 小橋豊 『音と音波』4、裳華房〈基礎物理学選書〉、1969年、ISBN 978-4-7853-2104-8
- 小出昭一郎 『量子力学 Ⅰ』5A、裳華房〈基礎物理学選書〉、改訂版1990年、ISBN 978-4-7853-2132-1
- 小出昭一郎 『量子力学 Ⅱ』5B、裳華房〈基礎物理学選書〉、改訂版1990年、ISBN 978-4-7853-2133-8
- 井田幸次郎 『粒子性・波動性』6、裳華房〈基礎物理学選書〉、1969年、ISBN 978-4-7853-2107-9
- 押田勇雄、藤城敏幸 『熱力学』7、裳華房〈基礎物理学選書〉、改訂版1998年、ISBN 978-4-7853-2136-9
- 有山正孝 『振動･波動』8、裳華房〈基礎物理学選書〉、1970年、ISBN 978-4-7853-2109-3
- 黒沢達美 『物性論』9、裳華房〈基礎物理学選書〉、改訂版2002年、ISBN 978-4-7853-2138-3
- 市村浩 『統計力学』10、裳華房〈基礎物理学選書〉、改訂版1992年、ISBN 978-4-7853-2134-5
- 津島康男 『地球の物理』11、裳華房〈基礎物理学選書〉、1971年、ISBN 978-4-7853-2112-3
- 金原寿郎 『電磁気学 Ⅰ』12A、裳華房〈基礎物理学選書〉、1972年、ISBN 978-4-7853-2113-0
- 金原寿郎 『電磁気学 Ⅱ』12B、裳華房〈基礎物理学選書〉、1974年、ISBN 978-4-7853-2114-7
- 野上茂吉郎 『原子核』13、裳華房〈基礎物理学選書〉、1973年、ISBN 978-4-7853-2115-4
- 押田勇雄 『物理数学』14、裳華房〈基礎物理学選書〉、1973年、ISBN 978-4-7853-2116-1
- 佐藤洋 『情報理論』15、裳華房〈基礎物理学選書〉、改訂版1983年、ISBN 978-4-7853-2126-0
- 熊谷寛夫 『電磁気学の基礎』16、裳華房〈基礎物理学選書〉、1975年、ISBN 978-4-7853-2118-5
- 小出昭一郎、水野幸夫 『量子力学演習』17、裳華房〈基礎物理学選書〉、1978年、ISBN 978-4-7853-2119-2
- 原島鮮 『熱学演習―熱力学』18、裳華房〈基礎物理学選書〉、1979年、ISBN 978-4-7853-2120-8
- 市村浩 『熱学演習―統計力学』19、裳華房〈基礎物理学選書〉、改訂版1993年、ISBN 978-4-7853-2135-2
- 押田勇雄編 『物理数学演習』20、裳華房〈基礎物理学選書〉、1980年、ISBN 978-4-7853-2122-2
- 小出昭一郎編 『電磁気学演習』21、裳華房〈基礎物理学選書〉、1981年、ISBN 978-4-7853-2123-9
- 野上茂吉郎 『力学演習』22、裳華房〈基礎物理学選書〉、1982年、ISBN 978-4-7853-2124-6
- 石黒浩三 『光学』23、裳華房〈基礎物理学選書〉、1982年、ISBN 978-4-7853-2125-3
- 有山正孝編 『振動・波動演習』24、裳華房〈基礎物理学選書〉、1985年、ISBN 978-4-7853-2129-1
- 武田暁 『素粒子』25、裳華房〈基礎物理学選書〉、1986年、ISBN 978-4-7853-2130-7
- 佐野理 『連続体の力学』26、裳華房〈基礎物理学選書〉、2000年、ISBN 978-4-7853-2137-6
- 江沢洋 『相対性理論』27、裳華房〈基礎物理学選書〉、2008年、ISBN 978-4-7853-2139-0